# Aeroporto alternato

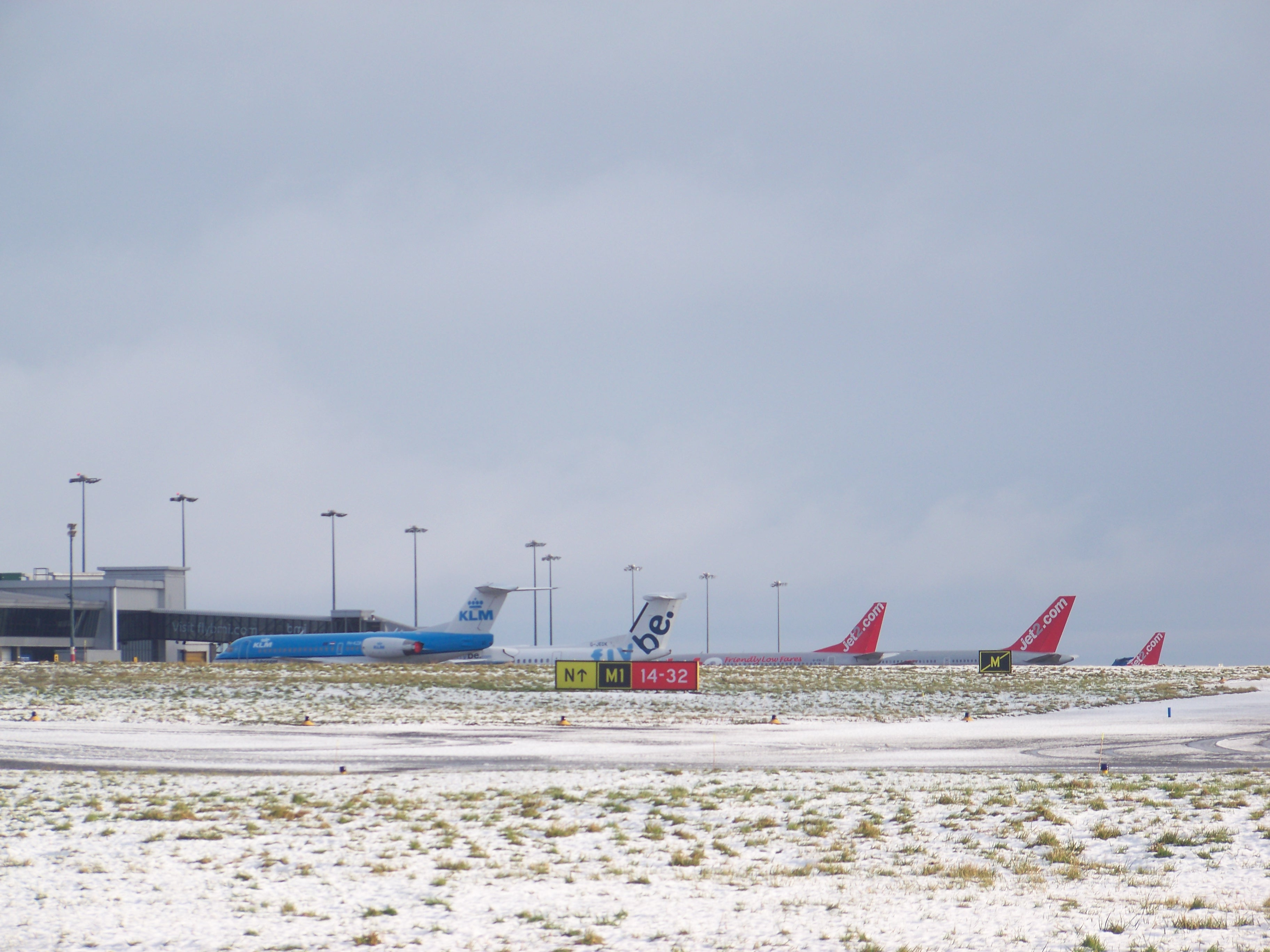
Improvvise nevicate possono rendere inagibile un aeroporto e costringere gli aeromobili in arrivo a dirigersi verso altri scali.

Un aeroporto alternato, o semplicemente alternato, in lingua inglese alternate aerodrome, è la destinazione verso la quale un aeromobile si dirige per l'atterraggio quando la navigazione verso l'aeroporto di destinazione previsto non può più proseguire. Il cambiamento di rotta può essere dovuto a motivi di sicurezza, a problemi tecnici che riducono l'operatività dell'aeromobile, ad condizioni meteorologiche incontrate lungo il volo o all'imprevista chiusura dell'aeroporto di destinazione.
Il fatto che un aeromobile debba atterrare in un aeroporto alternato viene chiamato in inglese diversion, termine che viene spesso tradotto in lingua italiana come dirottamento, creando confusione con l'omonima azione criminosa, il dirottamento aereo, che in fraseologia aeronautica inglese prende invece il nome di hijack.

## Tipologie

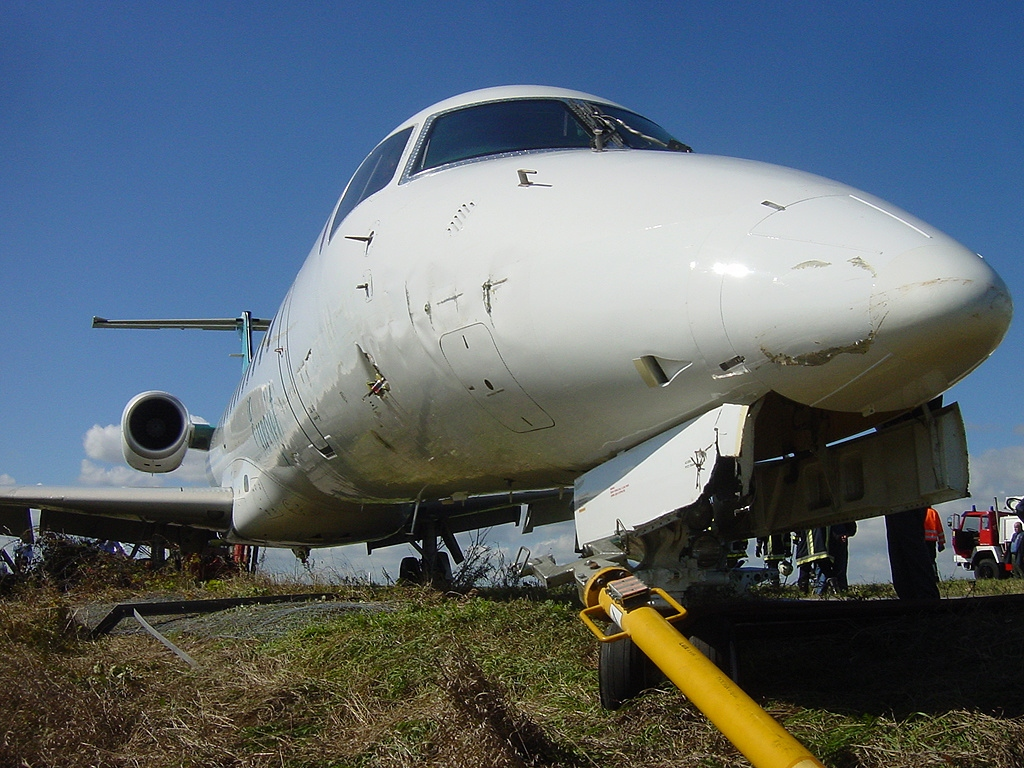
La presenza di un aeromobile incidentato può costringere gli aeromobili in arrivo a dirigersi sugli alternati, in attesa della rimozione dalla pista.

Già in sede di pianificazione del volo il pilota sceglie preventivamente, tra tutti gli aeroporti lungo la rotta prevista, quelli verso cui potrà dirigersi nel caso in cui si ritrovi a non potersi dirigere destinazione.
Tali aeroporti, a seconda delle circostanze, prendono il nome di:
- alternato al decollo;
- alternato in rotta;
- alternato ETOPS;
- alternato alla destinazione.

### Alternato al decollo
Un alternato al decollo, in inglese take-off alternate, è l'aeroporto alternativo sul quale un aeromobile appena decollato può eventualmente atterrare in caso di emergenza, qualora non sia possibile ritornare al medesimo aeroporto da cui è appena partito.

### Alternato in rotta
Un alternato in rotta, in inglese en-route alternate, è l'aeroporto alternativo sul quale un aeromobile può eventualmente atterrare qualora lungo la rotta si verifichino le condizioni che non consentano l'atterraggio sull'aeroporto di prevista destinazione.

### Alternato in rotta ETOPS
Un alternato in rotta ETOPS, in inglese ETOPS en-route alternate, è l'aeroporto sul quale un aeromobile certificato Extended-range Twin-engine Operational Performance Standard è in grado di atterrare dopo lo spegnimento di un motore o qualora lungo la rotta si verifichino condizioni che non consentano l'atterraggio sull'aeroporto di prevista destinazione.

### Alternato alla destinazione
Un alternato alla destinazione, in inglese destination alternate, è l'aeroporto alternativo verso il quale un aeromobile può dirigere per l'atterraggio qualora condizioni contingenti rendano impossibile o pericoloso l'atterraggio sull'aeroporto di prevista destinazione.

## Pianificazione

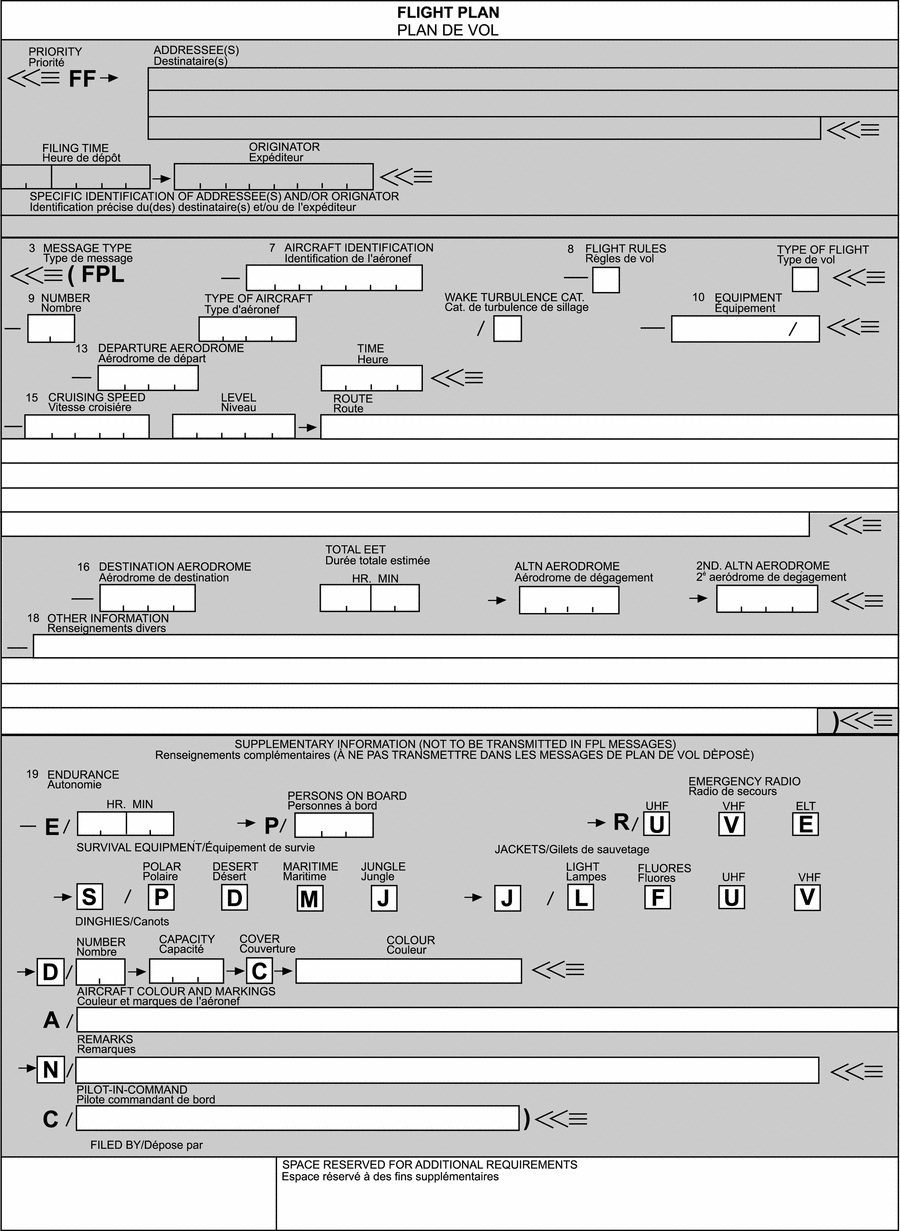
Il modello utilizzato per il piano di volo prevede appositi spazi da compilare con il nominativo degli aeroporti alternati.

Nella pianificazione del volo, il pilota deve prevedere la possibilità che per cause contingenti l'aeromobile sia costretto ad atterrare in un aeroporto diverso da quello di destinazione. Nella scelta degli aeroporti alternati si deve prendere in considerazione molte variabili tra cui:
- esperienza dell'operatore;
- caratteristiche dell'aeromobile e degli apparati;
- caratteristiche degli aerodromi, equipaggiamenti e servizi disponibili;
- qualità e disponibilità delle informazioni meteorologiche;
- rischi e pericoli associati alla variazioni del volo programmato;
- decisioni motivate da analisi dei rischi e azioni di mitigazione.

Per gli aeroplani la distanza massima dell'alternato al decollo verso cui ci si dirigerà in caso di avaria ai motori deve essere calcolata anche in funzione del numero totale di motori di cui l'aeromobile è dotato secondo specifici standard.
Scegliendo preventivamente gli alternati, nella pianificazione del volo, il pilota può eleggere lo stesso aerodromo di partenza quale alternato in rotta o alla destinazione.
La scelta degli aeroporti alternati in sede di pianificazione incide anche sulla quantità minima di combustibile di cui l'aeromobile deve essere rifornito. A tale scopo si deve aggiungere, oltre al combustibile necessario per il rullaggio e per il volo in rotta, quello per fronteggiare eventi imprevisti e una quantità residua obbligatoria, chiamata destination alternate fuel, che possa permettere all'aeromobile di effettuare un mancato avvicinamento sull'aerodromo di prevista destinazione, una risalita all'ottimale livello di crociera e il volo in rotta verso l'alternato, la discesa e la condotta di una procedura di avvicinamento strumentale e quindi l'atterraggio presso l'aeroporto alternato. Nel caso in cui sia ipotizzato più di un aeroporto alternato, il destination alternate fuel deve essere calcolato considerando la destinazione alternata che richiederebbe la maggiore quantità di carburante per essere raggiunta.
Nel presentare il piano di volo è necessario indicare, nel campo numero 16 dell'apposito modulo, l'indicatore toponimico ICAO di uno o massimo due alternati alla destinazione. Se l'aeroporto alternato non possiede un indicatore ICAO, nel campo numero 16 si riporterà il codice ZZZZ, mentre il nome in chiaro dell'aeroporto alternato potrà essere riportato nel campo numero 18 del modello.